# Ocyptamus cobboldia
Ocyptamus cobboldia är en tvåvingeart som först beskrevs av Hull 1958.  Ocyptamus cobboldia ingår i släktet Ocyptamus och familjen blomflugor.
Artens utbredningsområde är Peru. Inga underarter finns listade i Catalogue of Life.